# Innerferrera
Innerferrera (en retorromano Calantgil) es una localidad suiza del cantón de los Grisones, situada en la región de Viamala.
Limita al norte con la localidad de Ausserferrera, al este con las comunas de Riom-Parsonz y Mulegns, al sur con Avers y Piuro (IT-SO), y al oeste con Madesimo (IT-SO) y Sufers.
La localidad de Innerferrera fue una comuna independiente hasta el 31 de diciembre de 2007. El 1 de enero de 2008 fue fusionada con la entonces comuna de Ausserferrera, para formar la nueva comuna de Ferrera.